# Manio Curio Dentato

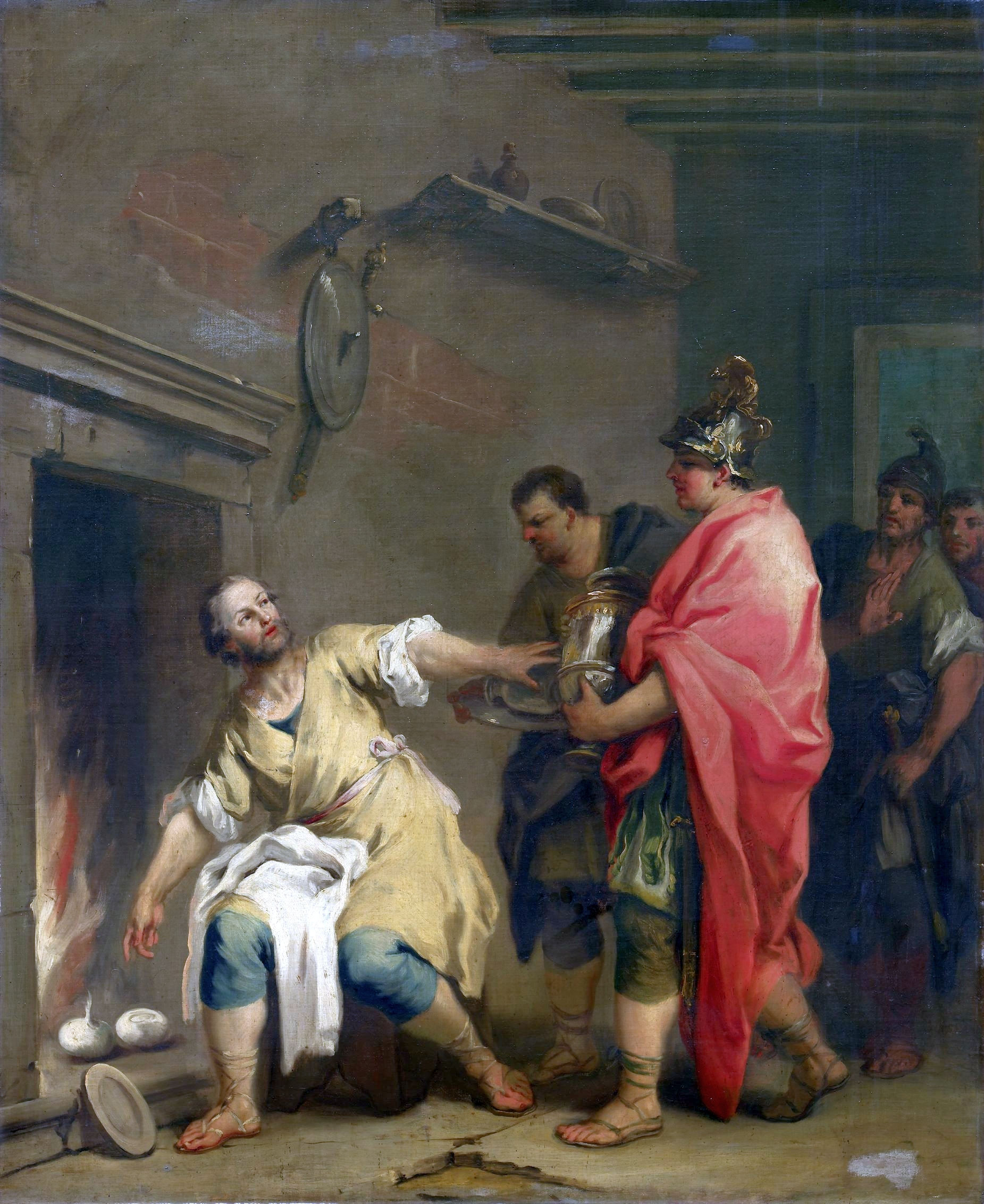
Dentato rechazando los regalos de los samnitas

Manio Curio Dentato  (m. 270 a. C.) fue un héroe de origen plebeyo de los primeros tiempos de la República Romana, famoso por acabar con las guerras samnitas y expulsar al rey Pirro de Epiro.
Según Plinio el Viejo, nació provisto de dientes, por lo que adoptó el cognomen de Dentato.
Cicerón lo llama Homo Novus, y parece que era de ascendencia sabina.

## Comienzos de su carrera pública
La primera magistratura que se sabe que Curio Dentato ejerció fue la de tribuno de la plebe, donde se distinguió por su oposición a Apio Claudio Ceco, que al presidir como interrex en la elección de los cónsules, se negó, haciendo caso omiso de la ley, a aceptar cualquier voto para candidatos plebeyos. Curio Dentato obligó entonces al Senado a un decreto por el que toda elección legal fuera sancionada previamente. 
El año de su tribunado es incierto. De acuerdo con una inscripción Apio Claudio fue nombrado interrex tres veces, y de Tito Livio sabemos que uno de sus interreinados pertenece al año 299 a. C., pero en ese año Apio no celebró las elecciones, por lo que este año no puede ser el año del tribunado de Dentato.

## Primer consulado y doble triunfo
En el año 290 a. C. fue cónsul con Publio Cornelio Rufino, y ambos lucharon contra los samnitas y obtuvieron victorias tan decisivas sobre ellos, que la guerra que había durado 49 años, fue llevada a su fin, y los samnitas pidieron la paz que se les concedió. Los cónsules celebraron un triunfo sobre los samnitas. 
Después del final de esta campaña, Curio Dentato marchó contra los sabinos, que se habían rebelado contra Roma, y probablemente habían apoyado a los samnitas. Esta empresa fue tan exitosa, que en una sola campaña se sometió a todo el país de los sabinos, y él celebró su segundo triunfo en su primer consulado. Los Sabinos posteriormente recibieron la civitas romana sin derecho a sufragio, pero una parte de su territorio fue distribuida entre los plebeyos.

## Sus acciones hasta su segundo consulado
En 283 a. C., Dentato fue nombrado como pretor (o consul suffectus) en el lugar de L. Cecilio, quien fue muerto en un combate (ver Batalla de Arretium) contra los senones, y de inmediato envió embajadores al enemigo a negociar el rescate de los prisioneros romanos, pero sus embajadores fueron asesinados por los senones. 
Aurelio Víctor menciona una ovatio de Curio sobre los lucanos, que, según Niebuhr  ocurrió en el año 285 a. C. o en el año precedente.

## Segundo consulado; victoria sobre Pirro
En 275 a. C. Curio Dentato fue cónsul por segunda vez. En ese año Pirro volvió de Sicilia, y la leva que Dentato hizo para completar el ejército fue un ejemplo de la más estricta severidad, pues la propiedad de la primera persona que se negó a servir fue confiscada y vendida, y cuando el hombre le reconvino este hecho a Dentato, se dice que también fue vendido. 
Cuando el ejército estaba listo, Dentato entró en Samnio y derrotó a Pirro cerca de Benevento, en la llanura Arusiniana, de forma tan completa, que el rey se vio obligado a salir de Italia. 
El triunfo que Dentato celebró en ese año sobre los samnitas y Pirro fue uno de los más bellos que jamás habían contemplado los romanos; fue adornado por cuatro elefantes, los primeros que se habían visto en Roma. Su desinterés y la frugalidad en esa ocasión fueron verdaderamente dignos de un gran romano. Todo el botín que había tomado en la campaña contra Pirro fue entregado a la República, pero cuando, sin embargo, fue acusado de haberse apropiado para sí de una parte de él, afirmó bajo juramento que había tomado nada más que un recipiente de madera que él utilizó para sacrificar a los dioses.

## Posteriores acciones
En el año siguiente, 274 a. C., fue elegido cónsul por tercera vez, y llevó a la guerra contra los lucanos, samnitas, y brutios, que aún continuaban en armas después de la derrota de Pirro. Cuando esta guerra estaba por terminar, Curio Dentato se retiró a su granja que tenía en el país de los Sabinos, donde pasó el resto de su vida y se dedicó a actividades agrícolas, aunque todavía dispuesto a servir a su país cuando fuera necesario; por lo que en el año 272 a. C. fue investido con la censura.
Durante su censura, construyó el segundo acueducto de Roma (Anio Vetus), que llevó el agua del río Anio a la ciudad. Los gastos de la construcción fueron cubiertos por el botín que había hecho en la guerra contra Pirro. Dos años más tarde fue designado duunviro para supervisar la construcción del acueducto, pero cinco días después del nombramiento, aconteció su muerte, y fue lo que impidió completar su trabajo.
Él fue el mayor benefactor de la ciudad de Reate en el país de los Sabinos, por haber cavado un canal (o canales) del lago Velino a través de las rocas, y por lo tanto llevaba el agua a un lugar donde caía desde una altura de 140 pies al río Nera. Esta caída es la celebrada caída de Terni, o la cascada delle Marmore. El motivo de esto fue que por este medio se ganó para el distrito una considerable cantidad de tierras de cultivo excelente.
Se supone que mantuvo un estilo de vida incorruptible y frugal. Según antiguas fuentes, cuando los samnitas le enviaron una embajada con ostentosos regalos con el objetivo de influirle a su favor, le encontraron tostando corazones de nabos. Cuando le expusieron el motivo de la delegación, Dentato rechazó los regalos alegando que prefería ver caer a los que le enviaban tan apetecibles presentes. A pesar de que la veracidad de esta historia está muy cuestionada y es probable que fuera una invención de Catón el Viejo, ha servido de inspiración a varios pintores a lo largo de la historia, entre los que se encuentran Jacopo Amigoni, Govert Flinck.
Su praenomen es comúnmente confundido con "Marcus", ya que la abreviatura "M" se utiliza para los dos nombres.